# Pinatypie

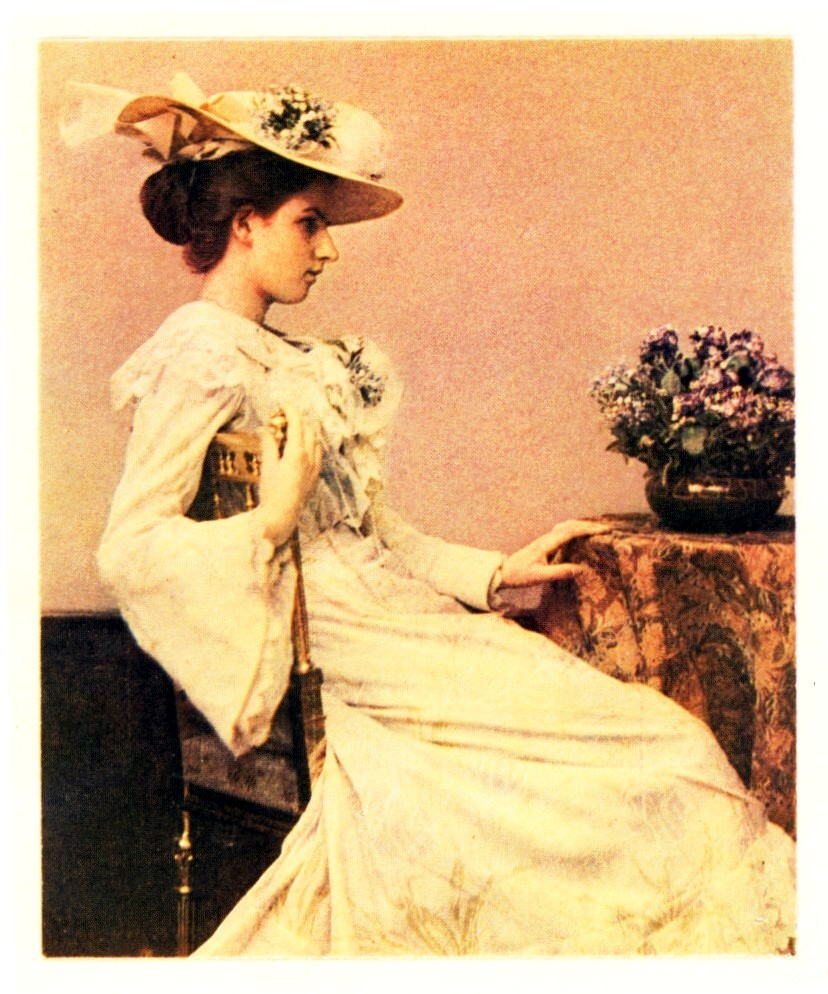
Une des premières pinatypies en trois couleurs par Nicola Perscheid, Mademoiselle Jungmann, 1900.

La pinatypie est un procédé utilisé du début du XXe siècle jusqu'aux années 1960 pour, entre autres, projeter une image publicitaire dans les salles de cinéma à partir de diapositives ou de tirages papier de couleur sans passer par un négatif intermédiaire.

## Histoire
Le processus a été inventé en 1903 par le chimiste français Léon Didier (1866-1944), par l'Allemand Ernst König (de) et par d'autres chimistes de Hoechst AG qui l'ont développé de manière industrielle.